# جهاز مراقبة الأطفال

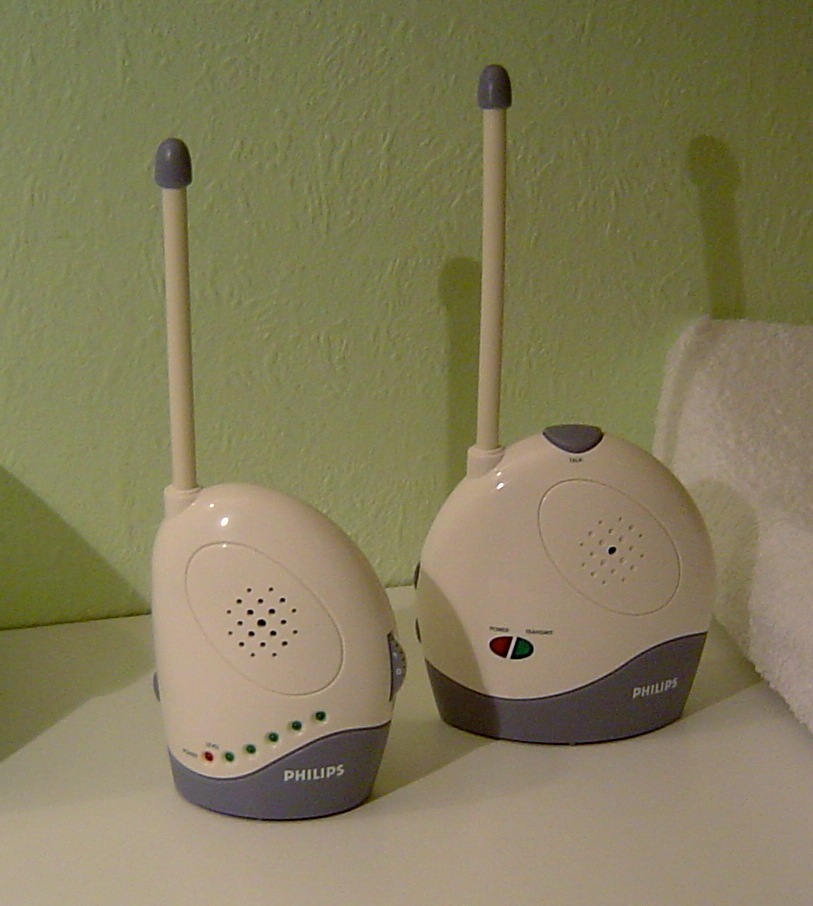
جهاز مراقبة الأطفال

جهاز مراقبة الأطفال (بالإنجليزية: baby monitor)‏، والمعروف أيضاً بجهاز الإنذار الخاص بالأطفال (بالإنجليزية: baby alarm)‏، هو نظام راديو يستخدم للاستماع عن بعد للأصوات التي يصدرها الرضيع. يتكون جهاز عرض الصوت من وحدة إرسال، مزودة بميكروفون، موضوعة بالقرب من الطفل. وهو ينقل الأصوات عن طريق الموجات الراديوية إلى وحدة إستقبال مع مكبر صوت يحمله، أو بالقرب منه، الشخص الذي يرعى الطفل. توفر بعض أجهزة مراقبة الطفل إتصالًا ثنائي الإتجاه يسمح للوالدين بالتحدث إلى الطفل (إعادة حديث الوالدين). البعض يسمح بتشغيل الموسيقى للطفل. وكثيرا ما تسمى الشاشة بكاميرا الفيديو وجهاز الإستقبال كاميرا الطفل.
أحد الإستخدامات الأساسية لمراقبين الأطفال هو السماح للحاضرين بالسماع عندما يستيقظ الطفل، في حين يخرج من مسافة السمع الفورية للرضيع. على الرغم من الاستخدام الشائع، لا يوجد أي دليل على أن هؤلاء المراقبين يمنعون SIDS (Sudden infant death syndrome) متلازمة الموت المفاجئ للأطفال الرضع، ويعتقد العديد من الأطباء أنهم يقدمون إحساسًا زائفًا بالأمان. يمكن سماع الرضع والأطفال الصغار في كثير من الأحيان على جهاز مراقبة الأطفال، حيث يتحدثون إلى أنفسهم. هذا جزء طبيعي من ممارسة مهاراتهم اللغوية.

## تاريخ عملية مراقبة الأطفال
كان أول جهاز مراقبة للأطفال هو Zenith Radio Nurse في عام 1937. تم تطوير هذا المنتج راديو من قبل Eugene F. McDonald ، وصممه النحات الأمريكي ومصمم المنتج Isamu Noguchi.

## مراقبة الأطفال المرئية (كاميرات الأطفال)
تستخدم بعض أجهزة مراقبة الأطفال كاميرا فيديو لعرض الصور على جهاز الإستقبال، إما عن طريق توصيل جهاز الإستقبال إلى التلفزيون أو عن طريق تضمين شاشة LCD المحمولة. وكثيرا ما يسمى هذا النوع من كاميرات المراقبة كاميرا الطفل.
يمكن لبعض كاميرات الأطفال العمل في الليل بمستويات إضاءة منخفضة. معظم أجهزة مراقبة الطفل اليوم لديها ميزة الرؤية الليلية. تسمح مصابيح LED التي تعمل بالأشعة تحت الحمراء والموجودة على الجزء الأمامي من الكاميرا للمستخدم برؤية الطفل في غرفة مظلمة. سوف تتحول شاشات مراقبة الأطفال التي تحتوي على وضع الرؤية الليلية إلى هذا الوضع تلقائيًا في الظلام. تعمل بعض كاميرات الأطفال المتطورة الآن عبر شبكة Wi-Fi حتى يتمكن الوالدان من مشاهدة الأطفال من خلال الهاتف الذكي أو الكمبيوتر.
تستمر مراقبات الأطفال في التطور ويمكنها الآن أيضًا استخدام ميزات مثل الأضواء الليلية والتهويدات المدمجة. هذه ليست متوفرة في جميع الشاشات. وتشمل بعض أجهزة مراقبة درجة الحرارة والحركة للجلوس تحت الفراش أو بالقرب من الطفل داخل السرير الخاص بالأطفال.

## مراقبة حركة الأطفال
تستخدم شاشة مراقبة حركة الطفل منصات إستشعار موضوعة تحت فراش السرير للكشف عن الحركة، وإذا توقفت الحركة لأكثر من 20 ثانية، فسيصدر صوت إنذار.

## اجهزة مراقبة السلكية والاسلكية
تستخدم أجهزة مراقبة الأطفال بشكل عام الأنظمة اللاسلكية، ولكن يمكنها أيضًا استخدام الأسلاك أو قد تعمل عبر الأسلاك المنزلية الحالية مثل X10.
تستخدم الأنظمة اللاسلكية ترددات الراديو التي تحددها الحكومات للاستخدام غير المرخص. على سبيل المثال، في ترددات أمريكا الشمالية بالقرب من 49 ميغاهرتز، يتوفر 902 ميغاهيرتز أو 2.4 جيجاهرتز. في حين لا يتم تعيين هذه الترددات إلى مرسلات بث تلفزيوني أو راديو قوي، فإن التداخل من أجهزة لاسلكية أخرى مثل الهواتف اللاسلكية واللعب اللاسلكية وشبكات الكمبيوتر اللاسلكية والرادار وعدادات الطاقة الذكية وأفران الميكروويف ممكن.
الأنظمة اللاسلكية الصوتية الرقمية التي تستخدم تقنية DECT (Digital European Cordless Telecommunications) الاتصالات اللاسلكية المعززة الرقمية هي انظمة مقاومة للتداخل ولها مدى يصل إلى 300 متر.
يمكن التقاط إرسالات صوتية تناظرية على مسافة من المنزل بواسطة جهاز إستقبال ماسح ضوئي أو أجهزة إستقبال أخرى لرصد الطفل، وبالتالي فهي تشكل خطرًا على الخصوصية طالما تم تشغيل جهاز الإرسال. يوفر النقل الرقمي مثل الموجات المنتشرة في نطاق التردد مستوى حماية من الاعتراض العرضي للموجات.
تدعم بعض أجهزة مراقبة الطفل اللاسلكية العديد من الكاميرات على جهاز عرض واحد محمول. هذه الأنظمة تتوافق مع كاميرا الحماية اللاسلكية القياسية.
يمكن أن تكون أجهزة إرسال FM ، المقترنة بالميكروفون حلاً غير مكلف لجهاز مراقبة الطفل، حيث يمكن أيضًا استخدام أجهزة الراديو على مدار الساعة كجهاز واحد.

## استخدام الهاتف الذكي في مراقبة الأطفال
تسمح تطبيقات الهواتف الذكية للمستخدم بمراقبة جهاز مزود بكاميرا، عن طريق هاتف ذكي أو جهاز لوحي. بدلاً من ذلك، يمكن ربط كاميرا عبر ال Wi-Fi أو Bluetooth بتطبيق مخصص على هاتف ذكي أو جهاز لوحي. هذا يعني أن الجهاز الذكي لا تحتاج إلى تركه في غرفة الطفل.

## ميزات أخرى لاجهزة مراقبة الأطفال
يمكن أن يقوم الوالدين حول المنزل بتوصيل أجهزة الإستقبال المحمولة بالبطارية. يبقى جهاز الإرسال بالقرب من سرير الأطفال الرضع ويتم توصيله عادةً بمقبس. بعض أجهزة مراقبة الأطفال تشمل اثنين من أجهزة الاستقبال.
قد تحتوي أجهزة مراقبة الأطفال على إشارة مرئية بالإضافة إلى تكرار الصوت. غالبًا ما يكون ذلك في شكل مجموعة من الأضواء للإشارة إلى مستوى الضوضاء، مما يسمح باستخدام الجهاز عندما تكون الاضواءغير مناسب ة أو غير عملية حتى يتمكن المستلم من تشغيل الصوت. تحتوي الشاشات الأخرى على تنبيه هزاز على جهاز الاستقبال مما يجعلها مفيدة بشكل خاص للأشخاص الذين يعانون من صعوبات في السمع.
يمكن للأنظمة المزودة بعدة أجهزة إرسال مراقبة عدة غرف بالمنزل في نفس الوقت.
المرسلات التي تحتوي على مستشعرات للحركة مثل حصيرة حساسة للضغط موضوعة تحت فراش الطفل تعطي تحذيرًا إضافيًا عن النشاط المضطرب من قِبل الرضيع.

## المعايير القياسية لاجهزة مراقبة الأطفال
تم تطوير معيار ASTM International F2951 الجديد لمعالجة الحوادث المرتبطة بالاختناقات التي يمكن أن تنتج عن تشابك الرضيع في اسلاك اجهزة مراقبة الأطفال. يشمل هذا المعيار الخاص باجهزة مراقبة الأطفال متطلبات أجهزة مراقبة الصوت والفيديو ومراقب الحركة. وهي توفر متطلبات لوضع العلامات والمواد التعليمية وتهدف إلى تقليل الإصابات بالأطفال الناتجة عن الاستخدام العادي أو إساءة استخدام أجهزة مراقبة الأطفال.

## خصوصية اجهزة مراقبة الأطفال
يمكن تلقي إشارات اجهزة مراقبة الأطفال من قبل طرف ثالثة، مما قد يسبب مشاكل تتعلق بالخصوصية.